# Sprague (Connecticut)
Sprague ist eine Town im New London County des Bundesstaates Connecticut in den Vereinigten Staaten mit 2984 Einwohnern.
Die Gemeinde ist nach William Sprague benannt und besteht aus den drei Dörfern Baltic (Sitz des Rathauses, ⊙), Hanover (⊙) und Versailles (⊙).

## Geographie

### Geographische Lage
Sprague liegt im Norden des New London Countys am Shetucket River im Osten des Bundesstaats Connecticut.

### Nachbargemeinden
| Windham (Windham County) | Scotland (Windham County)                   | Canterbury (Windham County) |
| Franklin                 | Kompassrose, die auf Nachbargemeinden zeigt | Lisbon                      |
| Franklin                 | Norwich                                     | Lisbon                      |

## Einwohner

### Bevölkerungsverhältnis
Bei der letzten Volkszählung im Jahr 2010 wurden 2984 Bewohner gezählt. Insgesamt gab es 1135 Haushalte, darunter 802 Familienhaushalte. Die Bevölkerungsdichte betrug 84 Einwohner pro km². Von der Einwohnerschaft waren 90,18 % europäischer, 2,01 % afrikanischer und 1,11 % asiatischer Herkunft. Insgesamt 26 Personen gehörten zu den amerikanischen Ureinwohnern (Indianer und Inuit) und 100 Leute waren gemischter Herkunft. Von allen Einwohnern waren 138 Menschen Hispanics/Latinos (4,62 %).
Von den 802 Familienhaushalten waren 357 Haushalte mit Kindern unter 18 Jahren. Es gab 595 Haushalte mit zwei Elternteilen, 134 Mütterhaushalte und 73 Väterhaushalte. Von den 333 Nichtfamilienhaushalten waren 271 Haushalte mit Alleinstehenden. Die Haushalte zählten durchschnittlich 2,63 Personen, Familienhaushalte durchschnittlich 3,08 Personen.
Von den Bewohnern waren 720 Personen (24,13 %) unter 18 Jahre alt und 330 Personen (11,06 %) waren 65 Jahre oder älter. Das Durchschnittsalter betrug 38,5 Jahre. Auf 100 Frauen kamen 97 Männer. Insgesamt gab es 1515 weibliche und 1469 männliche Bewohner.
Das Haushaltseinkommen betrug 43.125 $, das Familieneinkommen 57.500 $. Pro Kopf gab es ein Durchschnittseinkommen von 20.796 $. Etwa 2,2 % der Familien und 6,4 % der Einwohnerschaft lebten unter der Armutsgrenze. Die Armut betraf 5,1 % der Minderjährigen und 17,8 % der Menschen mit 65 Jahren oder älter.

### Einwohnerentwicklung
| Jahr      | 1870 | 1880 | 1890 | 1900 | 1910 | 1920 | 1930 | 1940 |  |
| --------- | ---- | ---- | ---- | ---- | ---- | ---- | ---- | ---- |  |
| Einwohner | 3463 | 3207 | 1106 | 1339 | 2551 | 2500 | 2539 | 2285 |  |
|           |      |      |      |      |      |      |      |      |  |
| Jahr      | 1950 | 1960 | 1970 | 1980 | 1990 | 2000 | 2010 |      |  |
| Einwohner | 2320 | 2509 | 2912 | 2996 | 3008 | 2971 | 2984 |      |  |

## Kultur und Sehenswürdigkeiten

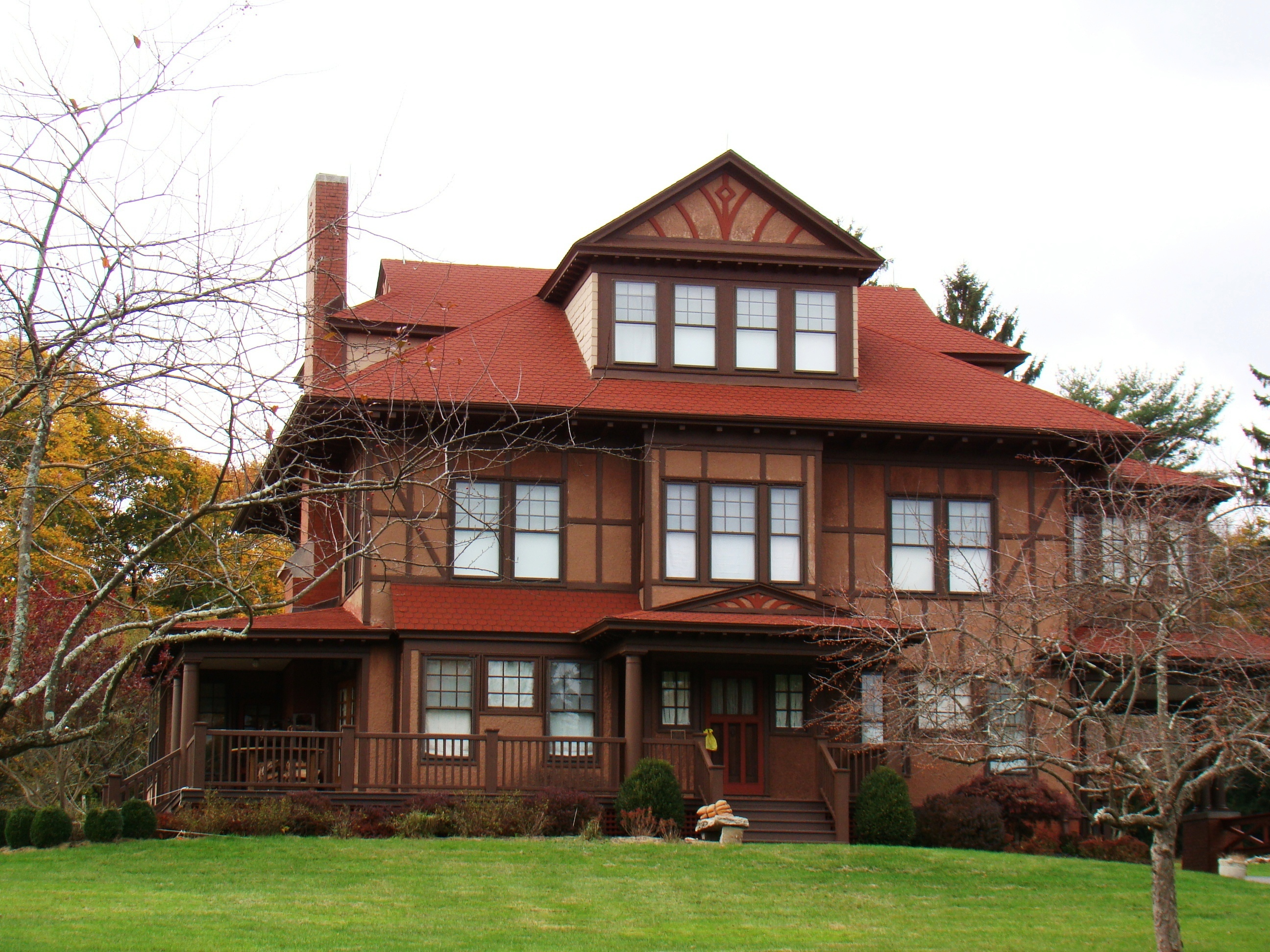
William-Parker-Haus

### Bauwerke
- Ashlawn, historisches Gebäude aus dem 18. Jahrhundert im Ortsteil Hanover[5]
- Baltic Historic District im Ortsteil Baltic[6]
- William Park House im Ortsteil Hanover[7]

### Sport
Es bestehen Softball- und Fußballfelder. Andere Sportmöglichkeiten sind Kanufahren, Fischen, Wandern und Reiten.

### Regelmäßige Veranstaltungen
Zu den jährlichen Veranstaltungen zählen das RiverFest und das jeweils im Oktober stattfindende Three Villages Festival im Ortsteil Baltic.

## Wirtschaft und Infrastruktur
In Sprague gibt es keine bedeutenden Industriebetriebe mehr. Seit einigen Jahren wächst der Ökotourismus. Der Fremdenverkehr zielt auf Wassersportler (Kanuten und Kajakfahrer) und Wanderer.

### Öffentliche Einrichtungen
In jedem der drei Dörfer gibt es eine Poststelle. Es gibt ein Feuerwehrlokal und im Sommer eine Fahrradpatrouille. Hinzu kommen mehrere Kirchen der Katholiken, Kongregationalisten, Methodisten und Mormonen und ein Altersheim.

### Bildung
In Sprague befinden sich die Sayles Elementary School und die St. Joseph’s Grammar School, mit Klassen von Kindergarten bis zur achten Schulklasse. Hinzu kommt die Academy of the Holy Family, eine private Mädchenschule für die 9. bis 12. Klasse.
Die Sprague Public Library hat einen Bestand von rund 10000 Medien und befindet sich im historischen Grist Mill Gebäude. Nebst dem Ausleih der Medien organisiert die Bibliothek Kinoabende, Diskussionsabende und bietet freies Internet an.

## Persönlichkeiten
- Charles S. Whitman (1868–1947), 41. Gouverneur von New York, geboren im Ortsteil Hanover
- Leo Connellan (1928–2001), Dichter aus Maine, verbrachte seine letzten Lebensjahre in Sprague